# Amerodiscosiellina annonacearum
Amerodiscosiellina annonacearum är en svampart som beskrevs av Bat. & Cavalc. 1966. Amerodiscosiellina annonacearum ingår i släktet Amerodiscosiellina, divisionen sporsäcksvampar och riket svampar.   Inga underarter finns listade i Catalogue of Life.